# جوناثان ورث
جوناثان ورث (بالإنجليزية: Jonathan Worth)‏ هو محامي وسياسي أمريكي، ولد في 18 نوفمبر 1802 في كارولاينا الشمالية في الولايات المتحدة، وتوفي في 5 سبتمبر 1869 في رالي في الولايات المتحدة. حزبياً، نشط في الحزب الديمقراطي.

## مناصب
- انتخب أمين صندوق الدولة [الإنجليزية]‏.
- انتخب عضو مجلس نواب كارولينا الشمالية (1830 – 1843).
- انتخب عضو مجلس ولاية كارولاينا الشمالية.
- انتخب حاكم كارولينا الشمالية [الإنجليزية]‏ (15 ديسمبر 1865 – 1 يوليو 1868).
- انتخب North Carolina State Treasurer [الإنجليزية]‏ (1863 – 1865).